# Mercury-Atlas 6
A Mercury-Atlas 6 (MA-6), foi a terceira missão espacial tripulada do Programa espacial dos Estados Unidos, usando um foguete Atlas LV-3B. Ela ocorreu em 20 de fevereiro de 1962, levando John Glenn como astronauta. Essa missão, parte do Programa Mercury, foi responsável por colocar o primeiro astronauta Norte americano em órbita da Terra. A espaçonave, foi batizada como Friendship 7 pelo astronauta John Glenn, seguindo o mesmo protocolo usado por seus antecessores.
O lançamento da MA-6 foi efetuado a partir da Estação da Força Aérea de Cabo Canaveral na Flórida. Depois da fase de voo conduzida pelo foguete, a espaçonave com o astronauta a bordo se separou e prosseguiu num voo orbital, a velocidade de 7 843 m/s, com a altitude variando entre 159 e 265 km. O voo executou três órbitas em 88,5 minutos, antes de reentrar na atmosfera e pousar suavemente por intermédio de paraquedas, 800 km distante da área de lançamento, no Oceano Atlântico.

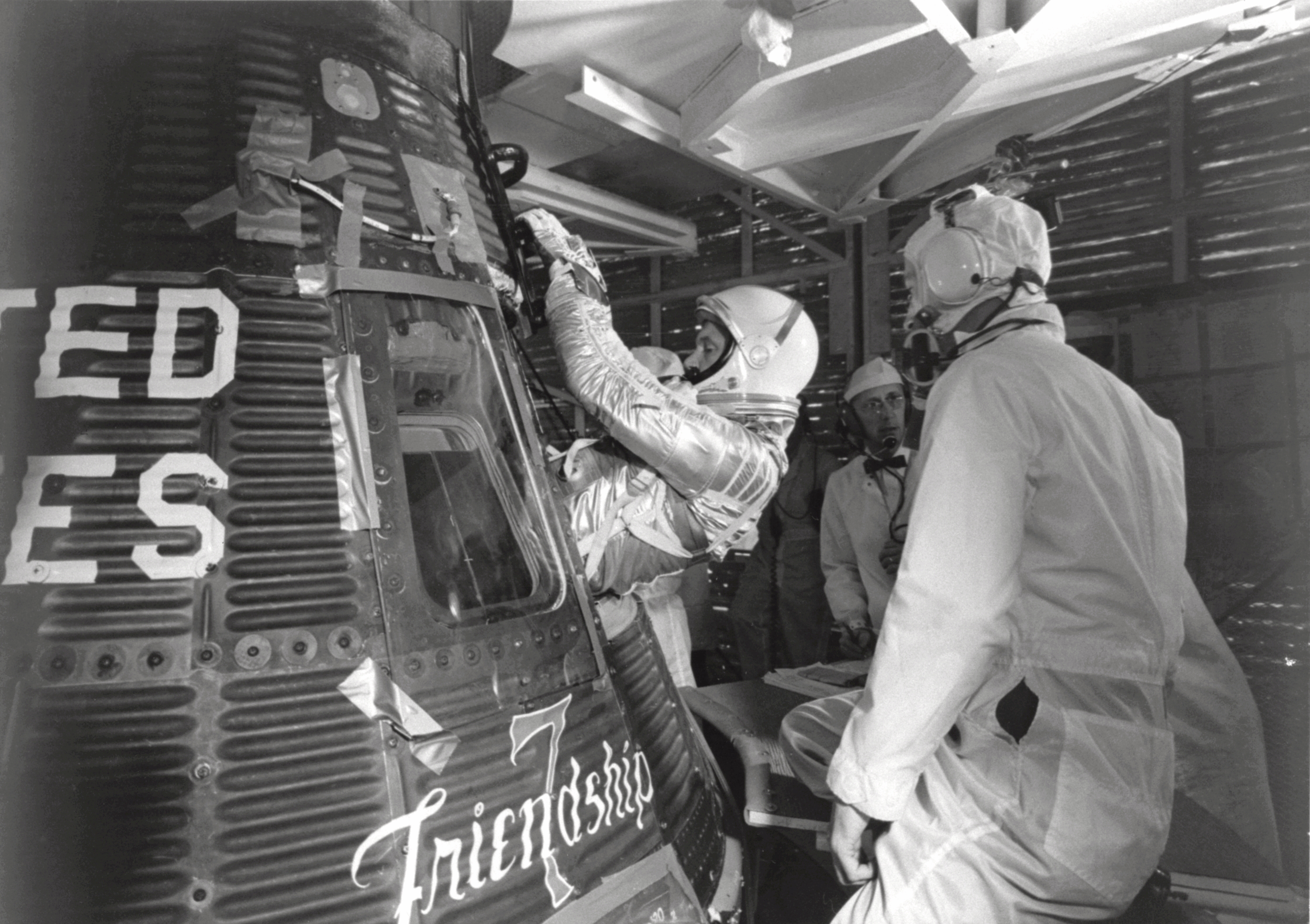
John Glenn entrando na capsula Friendship 7.

A espaçonave Mercury usada nessa missão (a de número 13), está atualmente em exposição no National Air and Space Museum em Washington, D.C. A espaçonave Mercury #13 Friendship 7 em exibição. O voo, foi bem-sucedido em todos os aspectos.